# أحمد فتحي (لاعب كرة قدم مصري)
أحمد فتحي (مواليد 10 نوفمبر، 1984 بمدينة بنها، القليوبية، مصر) لاعب كرة قدم مصري، يلعب لنادي بيراميدز في مركز خط الوسط المدافع أو مركز الظهير الأيمن.

## حياته الشخصية
ولد أحمد فتحي يوم 10 نوفمبر عام 1984م في مدينة بنها، والتحق بكلية التجارة[ ؟ ] في جامعة الإسماعيلية أثناء فترة لعبه مع النادي الإسماعيلي، وهو متزوج ولديه ابنة تُدعى (ملك) ويشتهر وسط زملائه ومشجعيه باسم (أبو ملك).

## مسيرته الكروية

### بداية المسيرة
بدأ أحمد فتحي مشواره الكروي من خلال فريق الناشئين في نادي بنها الرياضي، إلا أن بدايته الحقيقة كانت عام 2000م بعد أن انضم للنادي الإسماعيلي الذي استمر في اللعب معه حوالي 7 سنوات.

### الإسماعيلي
في عام 2000 انضم فتحي للنادي الإسماعيلي ليشارك في الدوري المصري الممتاز لست مواسم متتالية تبدأ من موسم 2001–2002 حتى موسم 2006–2007 بمجموع 55 مباراة استطاع أن يسجل خلالها 11 هدفاً ساهم بها في فوز النادي بلقب الدوري موسم 2001–2002 للمرة الثالثة في تاريخه والأخيرة حتى الآن، كما شارك فتحي مع الإسماعيلي في كأس مصر عام 2006 وشارك في مبارتين في تلك البطولة أحرز فيهما هدفين، وشارك أيضاً مع الإسماعيلي في دوري أبطال إفريقيا 2003 بمجموع مبارتين سجل فيهما هدفين، وشارك معهم كذلك في كأس الكونفدرالية الإفريقية عام 2005 في ثلاث مباريات سجل فيها ثلاث أهداف، بالإضافة إلى ذلك شارك معهم في دوري أبطال العرب عامي 2004 و2007 في 4 مباريات سجل فيها 4 أهداف.

### شيفيلد يونايتد الإنجليزي
في موسم 2006/2007 انتقل إلى نادي شيفيلد يونايتد الإنجليزي وشارك في ثلاث مباريات فقط في الدوري الإنجليزي الممتاز لم يسجل فيها أي أهداف.

### الأهلي
انتقل فتحي إلى النادي الأهلي المصري وشارك معه في موسم (2007–2008) في عشرة مباريات في الدوري سجل فيها ثلاثة أهداف ثم انتقل على سبيل الإعارة لنادي كاظمة الكويتي.

### كاظمة الكويتي (إعارة)
انتقل فتحي إلى كاظمة الكويتي على سبيل الإعارة وشارك معه في 21 مباراة سجل خلالها هدفاً واحداً، ثم عاد في نهاية عام 2007 للنادي الأهلي.

### الأهلي (عودة)
عاد فتحي للأهلي واستمر معه لسبع سنوات من 2007 حتى 2014.

#### موسم 2007–2008
شهد هذا الموسم إحراز الأهلي لبطولة الدوري للمرة الرابعة علي التوالي وكأس السوبر المصري، واستطاع الأهلي الوصول إلى المباراة النهائية وإحراز بطولة دوري أبطال أفريقيا للمرة السادسة في تاريخه بعد تغلبه علي نادي القطن الكاميروني 4 –2 في مجموع المبارتين. وتأهل إلى كأس العالم للأندية واحتل المركز الخامس في البطولة، ثم استطاع إحراز كأس السوبر الأفريقي للمرة الرابعة في تاريخ النادي الأهلي، وشارك فتحي في هذا الموسم في 11 مباراة سجل خلالها 3 أهداف.

#### مواسم 2008–2010
شهد الموسمان: 2008 – 2009 و2009 – 2010 إحراز النادي الأهلي لـ 3 بطولات للدوري العام للمرة السابعة علي التوالي و36 في تاريخ النادي الأهلي وكأس السوبر المصري 2010، لكن بدون أي نتائج جيدة على المستوي الأفريقي حيث خرج من بطولة دوري أبطال أفريقيا من دور الستة عشر عام 2009، وفي البطولة التالية عام 2010 وصل إلى نصف نهائي البطولة ولكنه خسر المباراة ولم يتأهل.
وفي تلك المواسم بدأ فتحي في تثبيت أقدامه في التشكيلة الأساسية للنادي وإثبات كفائته حيث شارك في موسم 2008 – 2009 في 27 مباراة سجل خلالها هدفاً وحيداً وفي موسم 2009 – 2010 شارك في 36 مباراة سجل فيها هدفين.

#### موسم 2010–2011
لعب فتحي في هذا الموسم مع ناديه في مسابقة الدوري العام 15 مباراة وكان في المركز الثاني، قبل أن يتوقف الدوري العام في يناير 2011 بسبب أحداث ثورة 25 يناير والتي تلاها إلغاء بطولة الدوري والكأس. وشهدت أيضاً هذه الفترة توقف النشاط الرياضي في مصر لهذا الموسم.

#### موسم 2011–2012
استئنفت بطولة الدوري العام في موسمها الجديد أواخر عام 2011، ولكن في 1 فبراير 2012 وأثناء مباراة ناديه مع المصري نشبت أحداث ستاد بورسعيد والتي توقف بعدها نشاط كرة القدم تماماً وإلغاء البطولات المحلية، وكانت هذه الأحداث لها تأثير سلبي على اللاعب وزملائه، وعقب ذلك استأنف النادي الأهلي بطولة دوري أبطال أفريقيا والتي استطاع النادي الأهلي فيها رغم ظروفه السيئة هذا الموسم إحراز البطولة للمرة السابعة في تاريخه. وبعدها لعب في بطولة كأس العالم للأندية للمرة الرابعة في تاريخه وتمكن من الفوز في المباراة الأولى قبل أن يخسر مباراته الثانية، واستطاع أن يحرز المركز الرابع في هذه البطولة.

### هال سيتي
في عام 2013 نتيجةً لتوقف النشاط الكروي في مصر فكر فتحي في الاحتراف خارج البلاد وجاءت تلك الفرصة عبر بوابة هال سيتي الإنجليزي ولكنه لم يستمر معه طويلاً وعاد للأهلي في نفس العام بعد عودة النشاط الكروي.

### الأهلي (عودة)
عاد فتحي للأهلي وشارك معه في موسم 2013–2014 وشارك في 20 مباراة سجل خلالها هدفين وحصل مع الأهلي على بطولة الدوري للمرة الثامنة على التوالي والسابعة والثلاثين في تاريخ النادي، قبل أن ينتقل على سبيل الإعارة إلى نادي أم صلال القطري.

### أم صلال (إعارة)
شارك فتحي مع أم صلال في موسم (2014–2015) في 23 مباراة سجل خلالها هدفاً واحداًُ ثم عاد إلى الأهلي في الموسم التالي.

### الأهلي (عودة)

#### موسم 2015–2016
شهد هذا الموسم هبوطاً في مستوى النادي الأهلي مثل الموسم الذي سبقه حيث حصل الأهلي في هذا الموسم على لقب الدوري فقط مع أداء سيئ في كل البطولات، وشارك فتحي في 45 مباراة سجل خلالها هدفين.

#### موسم 2016–2017
شهد ذلك الموسم انتصارات متكررة للأهلي مع المدرب الجديد حسام البدري في كل البطولات حيث تمكن من الفوز بالدوري للمرة الثانية على التوالي والتاسعة والثلاثين في تاريخه وبدون أي هزيمة، ووصل الأهلي إلى نهائي كأس مصر وواجه فيه النادي المصري وانتهت المباراة بفوز الأهلي 1/2 وكان لأحمد فتحي الفضل في الفوز حيث تمكن من تسجيل الهدف الثاني لفريقه في الشوط الإضافي الثاني في الدقيقة 117 ليتوج النادي الأهلي بكأس مصر للمرة 36 في تاريخه كما وصل إلى ربع نهائي دوري أبطال إفريقيا والذي واجه فيه نادي الترجي التونسي، ويعد الإخفاق الوحيد للنادي هو الخروج من نصف نهائي البطولة العربية للأندية عقب الهزيمة من نادي الفيصلي الأردني بنتيجة 1–2، وشارك فتحي حتى الآن في 39 مباراة سجل خلالها هدفين.

## المسيرة الدولية
انضم فتحي للمنتخب المصري الأول وكان عمره لا يتعدى 19 عامًا، وشارك مع المنتخب المصري للشباب في كأس العالم للشباب عام 2003 في الإمارات. وساهم في صعود المنتخب المصري إلى دور ال16 قبل أن تتوقف مسيرة المنتخب أمام الأرجنتين.
ويعد من أفضل اللاعبين المصريين على المستوى الدولي حيث شارك في 119 مباراة دولية مع المنتخب المصري الأول لكرة القدم أحرز خلالها هدفاً واحداً كما أحرز هدفين مع منتخب الشباب تحت 20 سنة، كما أنه شارك في فوز المنتخب المصري بكأس الأمم الإفريقية ثلاث مرات على التوالى في 2006 و2008 و2010 كما شارك في وصوله لنهائي نفس البطولة عام 2017 وحصوله على المركز الثاني.

### الأهداف الدولية
آخر تحديث مباراة لعبها 25 يونيو 2018 ....
| مصر      | مصر       | مصر     |
| عام      | المشاركات | الاهداف |
| -------- | --------- | ------- |
| 2002     | 1         | 0       |
| 2003     | 3         | 0       |
| 2004     | 10        | 0       |
| 2005     | 12        | 0       |
| 2006     | 9         | 0       |
| 2007     | 3         | 1       |
| 2008     | 10        | 1       |
| 2009     | 15        | 0       |
| 2010     | 12        | 1       |
| 2011     | 8         | 0       |
| 2012     | 6         | 0       |
| 2013     | 11        | 0       |
| 2014     | 9         | 0       |
| 2015     | 1         | 0       |
| 2016     | 4         | 0       |
| 2017     | 11        | 0       |
| 2018     | 6         | 0       |
| الاجمالى | 131       | 3       |

النتائج والنتائج تدرج أهداف مصر أولاً.
| No. | التاريخ       | المكان                            | المشاركات                   | الأهداف | النتيجة | المنافسة                 |
| --- | ------------- | --------------------------------- | --------------------------- | ------- | ------- | ------------------------ |
| 1.  | 7 فبراير 2007 | ستاد القاهرة الدولي، القاهرة، مصر | السويد                      | 2–0     | 2–0     | مباراة ودية              |
| 2.  | 7 فبراير 2008 | ملعب بابا يارا، كوماسي، غانا      | ساحل العاج                  | 1–0     | 4–1     | كأس الأمم الإفريقية 2008 |
| 3.  | 11 أغسطس 2010 | ستاد القاهرة الدولي، القاهرة، مصر | جمهورية الكونغو الديمقراطية | 3–1     | 6–3     | مباراة ودية              |

## الإنجازات

### مع الأندية

#### الإسماعيلي
- الدوري المصري الممتاز (مرة واحدة): (2001–2002).[7][8][9]

#### الأهلي
- الدوري المصري الممتاز (تسع مرات): (2007–2008)، (2008–2009)، (2009–2010)، (2010–2011)، (2013–2014)، (2015–2016)، (2016–2017)، (الدوري المصري الممتاز 2017–18،(الدوري المصري الممتاز 2018–19)
- كأس السوبر المصري (مرتين): 2012، 2015.
- دوري أبطال إفريقيا (أربع مرات): 2008–2012–2013-2020.
- كأس الكونفدرالية الإفريقية (مرة واحدة): 2014.
- كأس السوبر الإفريقي (مرتين): 2009–2014.
- مع بيراميدز
- كأس مصر ( 2023 /2024 )

### مع المنتخبات

#### منتخب مصر للشباب تحت 20 سنة
- كأس الأمم الإفريقية للشباب تحت 20 سنة: 2003

#### المنتخب المصري الأول
- كأس الأمم الإفريقية (ثلاث مرات): 2006،2008،2010.

## وصلات خارجية
- أحمد فتحي على موقع أرشيف الشارخ.

- أحمد فتحي على موقع الاتحاد الدولي (مؤرشف)  (الإنجليزية)
- أحمد فتحي على موقع الاتحاد الأوربي (الإنجليزية)
- أحمد فتحي على موقع قاعدة بيانات كرة القدم.إي يو (الإنجليزية)
- أحمد فتحي على موقع ناشيونال فوتبول تيمز (الإنجليزية)
- أحمد فتحي على موقع Soccerbase.com (لاعب) (الإنجليزية)
- أحمد فتحي على موقع Soccerway.com (الإنجليزية)
- أحمد فتحي على موقع عالم كرة القدم.نت (الإنجليزية)
- أحمد فتحي على موقع أوليمبيديا (الإنجليزية)